# 메리 고 라운드 (1956년 영화)
메리-고-라운드(Korhinta, Merry-Go-Round)는 헝가리에서 제작된 졸탄 파브리 감독의 1956년 멜로/로맨스, 드라마 영화이다. 마리 토로치크 등이 주연으로 출연하였다.
1956년 칸 영화제에서 경쟁작으로 출품되었다. 나중에 2017년 칸 영화제에서 Cannes Classics 부문에서 상영되었다.

## 출연
- 마리 토로치크
- 벨라 발시